# Bisdom Doba

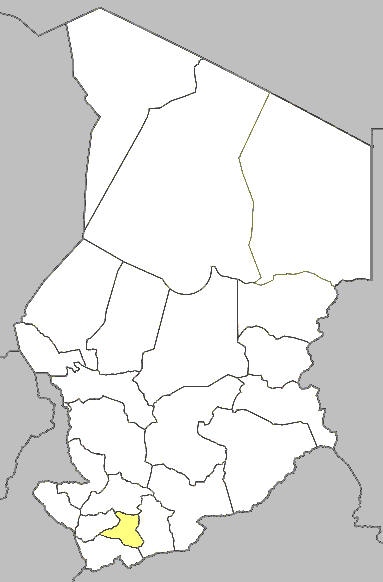
Kaart met in geel de ligging van het bisdom Doba binnen Tsjaad.

Het bisdom Doba (Latijn: Dioecesis Dobanus) is een van de zeven rooms-katholieke bisdommen van de kerkprovincie in Tsjaad en is suffragaan aan het aartsbisdom N'Djaména. Het bisdom met zetel in Doba heeft een oppervlakte van 10.816 km².
Het bisdom telde 68.456 katholieken in 2006, wat zo'n 18,0% van de totale bevolking van 379.565 was, en bestond  uit 10 parochies. In 2021 waren dat ongeveer 109.000 katholieken (22,2% van de bevolking) en 12 parochies.

## Geschiedenis
- 6 maart 1989: oprichting als bisdom Doba uit delen van het bisdom Moundou
- 28 november 1998: gebied verloren na oprichting bisdom Goré en bisdom Lai

## Speciale kerken
De kathedraal van het bisdom Doba is de Cathédrale Sainte-Thérèse in Doba.

## Bisschoppen
- Michele Russo (1989-2014)
- Martin Waïngue Bani (2016-)